# François Picard
François Picard (Villefranche-sur-Saône, 26 april 1921 – Nice, 29 april 1996) was een Formule 1-coureur uit Frankrijk. Hij nam deel aan de Grand Prix van Marokko in 1958 voor het team Rob Walker Racing Team, maar scoorde hierin geen punten.